# Crédito ao consumo
O crédito ao consumo ou  crédito aos consumidores é um contrato de crédito celebrado com particulares, sem fins comerciais ou profissionais. Tem como finalidade financiar a aquisição de bens de consumo, designadamente computadores, viagens, automóveis, educação ou saúde.
Os créditos ao consumo são:
- Empréstimos a particulares de montante entre os 200 e os 75 000 euros;
- As ultrapassagens de crédito, mesmo que de montante inferior a 200 euros;
- Os empréstimos destinados à realização de obras em imóveis, sem garantia hipotecária ou outro direito sobre coisa imóvel, mesmo que de montante superior a 75 000 euros.

Existem diversas modalidades de crédito aos consumidores com diferentes custos, comissões e outros encargos associados.

## Tipos de Crédito Ao Consumo
- Crédito pessoal pode servir tanto para fazer face a despesas do dia a dia, fazer obras na sua casa, pagar um curso, um tratamento de saúde ou fazer umas férias de sonho.[3]
- Crédito Consolidado que é um serviço que permite acumular várias prestações num só contrato e com uma prestação mensal mais baixa.
- Crédito Automóvel para aquisição de um veículo, por locação financeira (leasing), com reserva de propriedade ou outro.
- Cartão Renovável com um limite máximo de crédito atribuído (plafond), pode ser utilizado de forma flexível e reutilizado à medida que vai sendo pago. Nesta categoria estão incluídos o cartão de crédito, facilidade de descoberto para movimentação da conta de depósito à ordem para além do respetivo saldo, linhas de crédito e conta-corrente bancária.

## Evolução dos Créditos ao Consumo
As instituições de crédito reportam mensalmente ao Banco de Portugal informação sobre os novos contratos de crédito aos consumidores (abrangidos pelo regime de crédito aos consumidores – Decreto-Lei n.º 133/2009) celebrados no mês anterior. Deste modo, o Banco de Portugal divulga, no dia 15 de cada mês ou no dia útil seguinte, os valores mais recentes de que dispõe relativos à evolução dos novos créditos aos consumidores. Estes valores são provisórios e sujeitos a revisões.
Para aceder a estes dados basta entrar no Banco de Portugal e procurar por "evolução dos novos créditos".